# Кривчикова, Эмилия Семёновна
Эми́лия Семёновна Кри́вчикова (иногда Эмиль; 10 октября 1934, Ливны — 2014) — советский и российский юрист, специалист по международному праву и вопросам международной безопасности; кандидат юридических наук (1964), профессор МГИМО (1996); член редколлегии «Московского журнала международного права».

## Биография
Эмилия (Эмиль) Кривчикова родилась 10 октября 1934 в городе Ливны (Орловская область); в 1959 году она стала выпускницей Московского государственного института международных отношений (МГИМО) МИД СССР и поступила в аспирантуру того же ВУЗа. В 1964 году она окончила аспирантуру на кафедре международного права и защитила кандидатскую диссертацию, выполненную под руководством профессора Фёдора Кожевникова, на тему «Проблема создания международных вооруженных сил ООН (международно-правовые вопросы)» — стала кандидатом юридических наук. Кривчикова работала в МГИМО, где в 1996 году заняла позицию профессора на кафедре международного права.
В 1997 году Кривчикова была награждена медалью «В память 850-летия Москвы»; в 1987 году она получила нагрудный знак Министерства высшего и среднего образования СССР «За отличные успехи в работе», а до этого, в 1978, памятную медаль от Международной ассоциации юристов-демократов. В 2002 году она была награждена нагрудным юбилейным знаком «Министерство иностранных дел Российской Федерации — 200 лет».

## Работы
Эмилия Кривчикова специализировалась на проблемах международного права, включая правовые вопросы деятельности международных организаций (в том числе — ООН); она также изучала правовые вопросы, связанные с проблемами международной безопасности:
- «Вооруженные силы ООН (международно-правовые вопросы)» (М., 1965)
- «ООН: объединенные действия по поддержанию мира» (М., 1978)
- «Основы теории права международных организаций» (М., 1978)
- «Главные органы ООН» (М., 1987)
- «Международное право» (Под ред. Ю. М. Колосова и Э. С. Кривчиковой) (М., 2000)
- «Действующее международное право». Сборник документов. В 2 т. (сост. вместе с Ю. М. Колосовым) (М., 2002).